# Tod Sloan
Aloysius Martin „Tod“ Sloan (* 30. November 1927 in Vinton, Québec; † 12. Juli 2017 in Newmarket, Ontario) war ein kanadischer Eishockeyspieler, der während seiner aktiven Karriere zwischen 1944 und 1962 unter anderem 792 Spiele für die Toronto Maple Leafs und Chicago Black Hawks in der National Hockey League auf der Position des Centers bestritten hat. Im Verlauf seiner Karriere gewann Sloan mit beiden Teams jeweils einmal den Stanley Cup und wurde mit der kanadischen Landesauswahl im Jahr 1962 Vizeweltmeister.

## Karriere
Tod Sloan begann seine Karriere als Eishockeyspieler bei den Toronto St. Michael’s Majors, für die er im Juniorenbereich von 1944 bis 1946 in der Ontario Hockey Association spielte. Anschließend erhielt der Angreifer einen Vertrag bei den Toronto Maple Leafs, für die er in der Saison 1947/48 sein Debüt in der National Hockey League gab. Zuvor hatte er bereits seit 1946 für deren Farmteam aus der American Hockey League, die Pittsburgh Hornets, gespielt. Während der Saison 1949/50 wurde Sloan im Rahmen eines Transfergeschäfts von Toronto an den AHL-Club Cleveland Barons ausgeliehen. In den insgesamt zwölf Jahren, in denen der Center bei den Maple Leafs unter Vertrag stand, gewann er 1951 den prestigeträchtigen Stanley Cup. Zwei Jahre zuvor waren seine 29 Saisoneinsätze noch nicht ausreichend gewesen, um dem Siegerkader anzugehören.
Am 6. Juni 1958 wurde Sloan – genauso wie Teamkollege Jimmy Thomson – von Toronto an die Chicago Black Hawks verkauft, da beide in die Gründung und Organisierung der National Hockey League Players’ Association involviert waren. Mit den Black Hawks gewann Sloan zum Abschluss seiner NHL-Karriere in der Saison 1960/61 zum zweiten und letzten Mal den Stanley Cup. In der folgenden Spielzeit ließ der Kanadier seine Karriere bei den Galt Terriers in der Ontario Hockey Association ausklingen.

### International
Für Kanada nahm Sloan an der Eishockey-Weltmeisterschaft 1962 im US-Bundesstaat Colorado teil, bei der er mit der Mannschaft Vizeweltmeister wurde. Mit zehn Scorerpunkten in sechs Turniereinsätzen hatte der Stürmer daran maßgeblichen Anteil.

## Erfolge und Auszeichnungen
| - 1945 George-Richardson-Memorial-Trophy-Gewinn mit den Toronto St. Michael’s Majors - 1945 Memorial-Cup-Gewinn mit den Toronto St. Michael’s Majors - 1946 George-Richardson-Memorial-Trophy-Gewinn mit den Toronto St. Michael’s Majors - 1946 Eddie Powers Memorial Trophy - 1951 Stanley-Cup-Gewinn mit den Toronto Maple Leafs | - 1951 Teilnahme am NHL All-Star Game - 1952 Teilnahme am NHL All-Star Game - 1956 Teilnahme am NHL All-Star Game - 1956 NHL Second All-Star Team - 1961 Stanley-Cup-Gewinn mit den Chicago Black Hawks |

### International
- 1962 Silbermedaille bei der Weltmeisterschaft

## Karrierestatistik

### International
Vertrat Kanada bei:
- Weltmeisterschaft 1962

(Legende zur Spielerstatistik: Sp oder GP = absolvierte Spiele; T oder G = erzielte Tore; V oder A = erzielte Assists; Pkt oder Pts = erzielte Scorerpunkte; SM oder PIM = erhaltene Strafminuten; +/− = Plus/Minus-Bilanz; PP = erzielte Überzahltore; SH = erzielte Unterzahltore; GW = erzielte Siegtore; 1 Play-downs/Relegation; Kursiv: Statistik nicht vollständig)